# Saint-Offenge-Dessus
Saint-Offenge-Dessus este o comună în departamentul Savoie din sud-estul Franței. În 2009 avea o populație de 269 de locuitori.

## Evoluția populației
| An        | 1975 | 1982 | 1990 | 1999 | 2006 | 2009 |
| --------- | ---- | ---- | ---- | ---- | ---- | ---- |
| Populație | 121  | 150  | 200  | 216  | 256  | 269  |